# Zaitzevia
Zaitzevia (лат.) — род полуводных жуков из семейства речники (Elmidae). Некоторые виды рода, например, термофильный Zaitzevia thermae способны обитать в необычно теплой воде — до 29 градусов Цельсия (их имаго длиной около 2 мм и личинки обнаружены в термальных источниках в штате Монтана, США). Род назван в честь российского энтомолога Филиппа Адамовича Зайцева.

## Классификация
Около 20 видов (часть видов перенесена в род Zaitzeviaria Nomura, 1959):
- Zaitzevia aritai Satô, 1963 — Япония[3][5]
- Zaitzevia awana Kôno, 1934[6] — Япония
- Zaitzevia babai Nomura, 1963 — Тайвань[5]
- Zaitzevia bhutanica Satô, 1977 — Бутан
- Zaitzevia elongata Nomura, 1962 — Япония
- Zaitzevia formosana Nomura, 1963 — Тайвань
- Zaitzevia malaisei Bollow, 1940
- Zaitzevia milleri[6]
- Zaitzevia nitida Nomura, 1963[6] — Япония
- Zaitzevia parallela Nomura, 1963 — Тайвань
- Zaitzevia parvulus (Horn, 1870) — в быстрых потоках горных речек, под камнями, западные штаты США от Нью-Мексико до Калифорнии и на север до Южной Дакоты, Монтаны и Британской Колумбии, Канада[7][8].
  - =Macronychus parvula
- Zaitzevia rivalis Nomura, 1963[6] — Япония
- Zaitzevia solidicornis Champion, 1923[9]
- Zaitzevia thermae (Hatch, 1938)[10]
  - =Macronychus thermae
- Zaitzevia tsushimana Nomura, 1963 — Япония
- Zaitzevia yaeyamana Satô, 1963 — Япония[5]